# Nikola Špirić

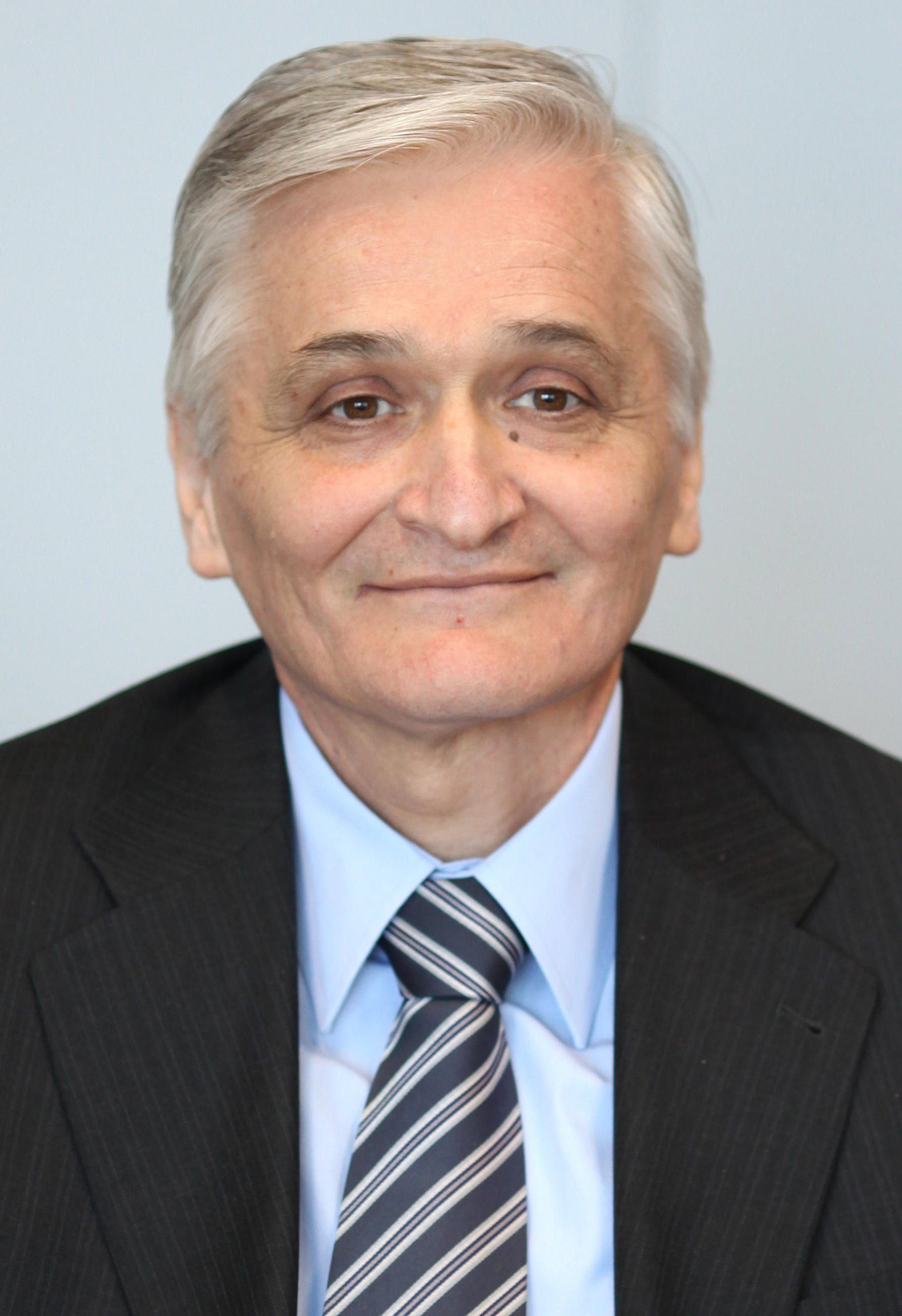
Nikola Špirić in 2010

Nikola Špirić (Servisch: Никола Шпирић) (Drvar, 4 september 1956) was minister-president van Bosnië en Herzegovina. 
Špirić studeerde economie aan de Universiteit van Sarajevo. Sinds 1992 was hij professor aan de Universiteit van Banja Luka. Hij was lid van het Huis van Afgevaardigden sinds 1999 en vicevoorzitter tussen 2002 en 2006. Uit protest tegen de hervormingen van de hoge vertegenwoordiger voor Bosnië en Herzegovina, Miroslav Lajčák, diende hij zijn ontslag in. Het geschil dat daarna tussen de premier, het Parlement en de hoge vertegenwoordiger ontstond, wordt in de Bosnische pers ook wel kabinetski rat (het oorlogskabinet) genoemd en wordt gezien als de ernstigste crisis in het land sinds het einde van de Bosnische Oorlog. 
Na de afwikkeling van de crisis werd Špirić benoemd tot minister-president.